# Psychotria viticoides
Psychotria viticoides är en måreväxtart som beskrevs av Herbert Fuller Wernham. Psychotria viticoides ingår i släktet Psychotria och familjen måreväxter. Inga underarter finns listade i Catalogue of Life.